# Récepteur synaptique
Un récepteur synaptique est une protéine réceptrice participant à la transmission synaptique entre les neurones.

## Mécanique moléculaire
L'activité, du récepteur synaptique est déterminée par la fixation d'un neuromédiateur sur son site récepteur ce qui entraîne un changement de la perméabilité membranaire pour certaines catégories de molécules. 
Les récepteurs peuvent être post synaptiques ou présynaptiques, dans ce dernier cas on les appelle autorécepteurs. Les autorécepteurs ont pour fonction de pouvoir moduler la quantité de neuromédiateur actif dans la fente synaptique en les recapturant.
Une terminaison peut disposer de plusieurs récepteurs différents reconnaissant plusieurs substances différentes excitatrices ou inhibitrices, cela contribue à une modulation plus précise des messages afférents.

## Types de récepteurs
Il existe des récepteurs canaux ionotropes, dont la fixation du neuromédiateur sur le site récepteur entraîne une modification de sa configuration tridimensionnelle ce qui entraîne l'ouverture du canal ionique. Ce qui a pour conséquence en principe l'entrée de Na+ dans la cellule car la plupart des canaux ioniques sont des canaux à Na+.
Exemple : Certains récepteurs cholinergiques comme les récepteurs nicotiniques, les récepteurs sérotoninergiques, les récepteurs au GABA de type A ainsi que certains récepteurs à la sérotonine tel que le 5-HT3 ou encore le récepteur à la NMDA sensible au glutamate.
Et des récepteurs métabotropes agissant par l'intermédiaire d'un second messager, la protéine G, qui va se fixer sur le site d'un autre récepteur, cette fois-ci d'un récepteur-canal qui lui va permettre le passage d'ions : Na+, Cl-, K+…
Exemple : Certains récepteurs cholinergiques comme les récepteurs muscariniques, les autres récepteurs à la sérotonine 5-HT1 et 5-HT2 ainsi que les récepteurs au GABA de type B.
En fonction du type de récepteurs à la surface de la cellule cible et des ions transportés, le potentiel postsynaptique engendré sera soit excitateur soit inhibiteur : 
- Les récepteurs au GABA de type A une fois actifs permettent le passage d'ion Cl- ce qui induit une hyperpolarisation de la membrane de la cellule cible et ainsi avoir une activité inhibitrice sur le déclenchement d'un potentiel d'action.
- Les récepteurs nicotiniques une fois actifs permettent l'influx d'ions Na+ et un efflux d'ions K+ ceci entraîne une dépolarisation de la membrane de la cellule cible et si le seuil d'excitabilité est dépassé, un potentiel d'action va pouvoir être déclenché.